# Albemarle Sound
El Albemarle Sound (a veces traducido por estrecho de Albemarle) (en inglés, Albemarle Sound) es una gran ensenada o bahía costera de la costa atlántica de los Estados Unidos, localizada al noreste de Carolina del Norte. Está protegida del océano Atlántico por el escudo que forman los Outer Banks y tiene cerca de 80 km de longitud y de 8 a 23 km de anchura.
Está comunicada con la bahía Chesapeake por medio de la Gran Ciénaga Dismal y del canal Albemarle y Chesapeake. Elizabeth City es su principal puerto.
El Albemarle forma parte de la ruta de navegación del Canal Intracostero del Atlántico.
El estuario fue explorado por Ralph Lane en 1585, y fue nombrado después por George Monck.